# 섹스와 철학
《섹스와 철학》(Sex & Philosophy)은 타지키스탄에서 제작된 모흐센 마흐말바프 감독의 2005년 드라마 영화이다. 다레르 나자로브가 목소리를 맡았다.
이 영화의 배경은 타지키스탄이다. 2005년 9월 몬트리올 세계영화제에서 초연되었다. 대한민국, 터키, 이탈리아, 싱가포르, 러시아에서 극장 상영되었다.